# Hopewell (Pennsilvània)
Hopewell és una població dels Estats Units a l'estat de Pennsilvània. Segons el cens del 2000 tenia 222 habitants.

## Demografia
Segons el cens del 2000, Hopewell tenia 222 habitants, 90 habitatges, i 51 famílies. La densitat de població era de 714,3 habitants per quilòmetre quadrat.
Dels 90 habitatges en un 30% hi vivien nens de menys de 18 anys, en un 47,8% hi vivien parelles casades, en un 7,8% dones solteres, i en un 43,3% no eren unitats familiars. En el 40% dels habitatges hi vivien persones soles el 24,4% de les quals corresponia a persones de 65 anys o més que vivien soles. El nombre mitjà de persones vivint en cada habitatge era de 2,47 i el nombre mitjà de persones que vivien en cada família era de 3,39.
Per edats la població es repartia de la següent manera: un 28,8% tenia menys de 18 anys, un 4,5% entre 18 i 24, un 28,4% entre 25 i 44, un 21,2% de 45 a 60 i un 17,1% 65 anys o més.
L'edat mediana era de 36 anys. Per cada 100 dones de 18 o més anys hi havia 85,9 homes.
La renda mediana per habitatge era de 24.500 $ i la renda mediana per família de 35.417 $. Els homes tenien una renda mediana de 25.833 $ mentre que les dones 14.000 $. La renda per capita de la població era d'11.438 $. Entorn del 17% de les famílies i el 20,3% de la població estaven per davall del llindar de pobresa.